# 罗马国王站
羅馬國王站（義大利語：Re di Roma）是羅馬地鐵的一個車站。羅馬國王站是羅馬地鐵A線的車站，位於羅馬國王廣場，而站名也是由來於羅馬國王廣場。車站開通於1980年。